# Stolidosoma obscurum
Stolidosoma obscurum är en tvåvingeart som beskrevs av Octave Parent 1931. Stolidosoma obscurum ingår i släktet Stolidosoma och familjen styltflugor.
Artens utbredningsområde är Peru. Inga underarter finns listade i Catalogue of Life.